# Erepsia aperta
Erepsia aperta är en isörtsväxtart som beskrevs av L. Bol. Erepsia aperta ingår i släktet Erepsia och familjen isörtsväxter. Inga underarter finns listade i Catalogue of Life.